# Chrysodeixis politus
Chrysodeixis politus är en fjärilsart som beskrevs av Claude Dufay 1970. Chrysodeixis politus ingår i släktet Chrysodeixis och familjen nattflyn. Inga underarter finns listade i Catalogue of Life.